# Wolfgang Rott
Wolfgang Rott, né le 28 novembre 1946 à Mettmann, est un joueur ouest-allemand de hockey sur gazon.

## Biographie
Wolfgang Rott fait partie de l'équipe nationale ouest-allemande sacrée championne olympique aux Jeux d'été de 1972 à Munich. Il dispute aussi les Jeux olympiques d'été de 1968 et de 1976, terminant respectivement aux quatrième et cinquième places.